# Назима Петро Васильович
Петро́ Васи́льович Нази́ма (28 серпня 1966, с. Дроздовиця, Чернігівська область — 31 грудня 2015, м. Торецьк, Донецька область) — старший лейтенант, командир взводу 57-ї окремої мотопіхотної бригади імені кошового отамана Костя Гордієнка Збройних сил України, учасник російсько-української війни.

## Життєвий шлях
Народився 28 серпня 1966 року в Дроздовиці Городнянського району Чернігівської області, де 1983 року закінчив місцеву школу. Працював на городнянському заводі телевізорів «Агат», освіта — вища. Регулярно проходив військові збори з підвищення кваліфікації офіцерів запасу.
Мобілізований 28 серпня 2015 року, учасник Антитерористичної операції на сході України. Командир взводу зв'язку ЦЗКП польового зв'язку військової частини польова пошта В 4533. Останнє місце несення служби — смт Зайцеве Донецької області.
Помер 31 грудня 2015 року в лікарні міста Торецьк.
Залишились два брати та дві сестри.
Похований 5 січня 2016 року в Дроздовиці.

## Вшанування пам'яті
- У квітні 2018 року на будівлі Дроздовицької загальноосвітньої школи відкрито меморіальну дошку Петра Назими[4]
- Його портрет розміщений на меморіалі «Стіна пам'яті полеглих за Україну» у Києві: секція 8, ряд 4, місце 7
- 22 січня 2020 року у місті Городня встановлено пам'ятник на честь тих, хто поклав своє життя на російсько-українській війні. На пам'ятнику викарбовано ім'я та портрет героя.